# Nguyên Kính Vương hậu (phim truyền hình Hàn Quốc)
Nguyên Kính Vương hậu (tiếng Hàn: 원경 (Wongyeong); Hanja: 元敬; dịch nghĩa đen: "Nguyên Kính") là một bộ phim truyền hình Hàn Quốc sắp ra mắt với sự tham gia của các diễn viên Cha Joo-young, Lee Hyun-wook và Lee Sung-min. Bộ phim dự kiến sẽ được phát sóng vào khung giờ 20:50 (KST) thứ Hai và thứ Ba hàng tuần trên kênh truyền hình tvN, và 14:00 (KST) thứ Hai hằng tuần trên nền tảng TVING kể từ ngày 6 tháng 1 năm 2025.

## Nội dung
Bộ phim khắc họa hành trình cuộc đời đầy nhiệt huyết của Nguyên Kính Vương hậu (Cha Joo-young), người luôn ấp ủ về một thế giới mới ở những năm đầu của triều đại Joseon, người đã đưa chồng mình là Lee Bang-won (Lee Hyun-wook) lên làm vị vua thứ 3 của nhà Joseon và cùng ông cai trị đất nước.
Xuất thân từ gia tộc Ly Hưng Mẫn thị danh giá vào thời kỳ Goryeo với nhiều người từng làm quan lớn, Phu nhân Min (tức Nguyên Kính Vương hậu khi đó) đã được gả cho Tĩnh An quân Lee Bang-won (Lý Phương Viễn), vương tử thứ 5 của vị Đại vương sáng lập nhà Joseon lúc bấy giờ (tức Triều Tiên Thái Tổ). Dù Lee Bang-won muốn trở thành vị vua tiếp theo, nhưng cha anh đã lựa chọn người con trai thứ 2 của mình, Vĩnh An quân Lee Bang-gwa (Lý Phương Quả, tức Triều Tiên Định Tông sau này) làm người kế vị. Cả Phu nhân Min và chồng bà, Lee Bang-won đều không hài lòng về điều đó. Bà đã hỗ trợ chồng mình lên ngôi vua, và cùng chồng tạo ra một chế độ mới. Sau khi Lee Bang-won trở thành vua Triều Tiên Thái Tông, bà vô cùng kịch liệt phản đối với việc liên tục nạp thiếp của chồng, khiến cho mối quan hệ của cả 2 ngày càng xấu đi. Để củng cố quyền lực, nhà vua đã tìm mọi cách kiểm soát quyền lực của bà và gia tộc.

## Diễn viên

### Nhân vật chính
| Diễn viên     | Nhân vật                                                        | Giới thiệu |
| Cha Joo-young | Vương hậu Nguyên kính                                           | Tĩnh Ninh Ông chúa → Trinh tần → Tĩnh phi → Hậu Đức vương đại phi Con gái của Min Je (Mẫn Tễ) thuộc gia tộc Ly Hưng Mẫn thị danh giá, một trong 15 gia tộc lớn của gia tộc Tể tướng Goryeo. Là một người phụ nữ có trí tuệ sáng suốt, ý thức mạnh mẽ về bản thân và ước mơ thay đổi thế giới. Sau khi kết hôn cùng Tĩnh An quân Lee Bang-won, bà đã giúp chồng mình lên ngai vàng và trở thành Trung điện, rồi cùng chồng gây dựng lên chế độ mới. |
| Lee Hyun-wook | Lee Bang-won (Lý Phương Viễn), tức Triều Tiên Thái Tông sau này | Tĩnh An quân → Tĩnh An công → Đại vương → Thái thượng vương Chồng của Nguyên Kính Vương hậu và vị Đại vương thứ 3 của Joseon, con trai thứ 5 của Triều Tiên Thái Tổ. Là một người có tâm tư phức tạp: từ một "kẻ quê mùa" đến từ Dongbuk-myeon, tới một người chồng lấy người phụ nữ có gia thế tốt hơn mình làm vợ, tới một vị vua không được cha mình công nhận. Anh luôn mong muốn vượt qua mặc cảm tự ti và khát vọng được công nhận và được trở thành một vị vua vĩ đại. Vì vậy, anh ta sẵn sàng kiểm soát và tiêu diệt cả vợ mình, người phụ nữ duy nhất anh yêu và đối tác chính trị của anh, nếu cô ấy trở thành chướng ngại vật. |
| Lee Sung-min  | Chúa thượng điện hạ (tức Triều Tiên Thái Tổ)                    | Triều Tiên Thái Tổ, Đại vương sáng lập nhà Joseon Cha của Lee Bang-won, là vị Đại vương sáng lập ra nhà Joseon. |

### Nhân vật khác
| Diễn viên       | Nhân vật                | Giới thiệu |
| Lee Yi-dam      | Chae-ryeong             | Cung nữ và cũng là tri kỷ từ nhỏ của Nguyên Kính Vương hậu, luôn coi Nguyên Kính Vương hậu là hình mẫu trong cuộc sống. |
| Lee Si-a        | Young-sil               | Một tần cung đã hạ sinh một vương tử, là người đối địch với Nguyên Kính Vương hậu                                       |
| Choi Duk-Moon   | Ha Ryun                 | Lãnh nghị chính. Là người luôn ủng hộ Lee Bang-won                                                                      |
| Park Yong-Woo   | Lee Sook-beon           | Phán thư của Binh tào, sau là Phán sự của Nghị chính phủ. Bạn tâm giao của Lee Bang-won                                 |
| Han Seung-won   | Min Mu-gu               | Anh trai của Nguyên Kính Vương hậu                                                                                      |
| Kim Woo-Dam     | Min Mu-jil              | Em trai của Nguyên Kính Vương hậu                                                                                       |
| Park Ji-il      | Min Je                  | Cha của Nguyên Kính Vương hậu                                                                                           |
| So Hee-jung     | Thượng cung Jung        | Thượng cung của Trung cung điện                                                                                         |
| Jung Eui-soon   | Thượng cung Seo         | Thượng cung của Đại điện (điện Vua)                                                                                     |
| Kim Jung        | Đề điều Thượng cung Kim | Đề điều Thượng cung - người đứng đầu các Thượng cung                                                                    |
| Song Jae-ryong  | Pan-soo                 | Thầy bói mù |
| Hwang Young-hee | Gyo Ha-daek             | |

## Sản xuất

### Phát triển
Đạo diễn Kim Sang-ho, người từng thực hiện các bộ phim truyền hình Couple or Trouble (2006), Arang Sử đạo truyện (2012), Avengers Social Club (2017) và Money Game (2020), đã xác nhận sẽ chỉ đạo bộ phim; ngoài ra biên kịch của bộ phim sẽ là nhà biên kịch Lee Young-mi, cũng là tác giả của Money Game (2020). Bộ phim được sản xuất bởi Studio Dragon và JS Pictures.

### Lựa chọn diễn viên
Vào ngày 26 tháng 10 năm 2023, tvN và TVING đã thông báo rằng họ sẽ sản xuất một bộ phim truyền hình cổ trang nói về cuộc đời của Nguyên Kính Vương hậu với việc lựa chọn Cha Joo-young vào vai Vương hậu Nguyên Kính và Lee Hyun-wook vào vai Triều Tiên Thái Tông Lee Bang-won.

### Quay phim
Bộ phim đã hoàn thành toàn bộ quá trình quay phim vào tháng 6 năm 2024.

## Phát sóng
Ban đầu, Nguyên Kính Vương hậu dự kiến phát sóng trên tvN và TVING vào nửa cuối năm 2024, nhưng đã bị hoãn lại. Vào ngày 7 tháng 10 năm 2024, có thông tin cho rằng bộ phim dự kiến khởi chiếu vào tháng 1 năm 2025 vào các tối thứ Hai và thứ Ba hàng tuần. Bộ phim đã được xác nhận chính thức rằng sẽ được khởi chiếu vào ngày 6 tháng 1 năm 2025 và sẽ phát hành trước trên TVING lúc 14:00 (KST) và lên sóng sau đó trên tvN lúc 20:50 (KST).